# Fibromatose gengival
A fibromatose gengival é uma doença que afecta os tecidos moles da boca. 

## Características
É caracterizada por um aumento benigno, lento e progressivo dos tecidos gengivais, que podem submergir total ou parcialmente as coroas dentárias, o que cria uma situação muito grave em termos estéticos e funcionais, como o atraso na erupção dos dentes.

## Tipos
Existem vários tipos de fibromatose gengival:
- fibromatose gengival induzida por fármacos (por exemplo, bloqueadores dos canais de cálcio).
- fibromatose gengival hereditária.

A fibromatose gengival hereditária pode ser, ainda, dividida em fibromatose gengival hereditária isolada ou associada a síndromes, sendo que a primeira é a forma mais comum. Esta doença é transmitida, normalmente, como um traço autossômico dominante. Estudos têm sido feitos que demonstraram uma ligação entre o fenótipo desta patologia e uma região do cromossoma 2, entre os marcadores D2S1788 e D2S441. 

## Etiologia
A causa da fibromatose gengival pode ser genética ou idiopática, e possui associações com algumas síndromes, como a Síndrome de Cross, Ramon (variação rara do querubismo), Cross, Jones, Zimmermann-Laband e outros.

## Tratamento
É uma doença para a qual não existe tratamento eficaz: após remoção cirúrgica do tecido gengival em excesso, este volta a crescer. O osso alveolar mantém-se normal.